# Sera de Bruin
Sera de Bruin (11 mei 1994), bekend onder artiestennaam SERA, is een Nederlandse zangeres en songwriter afkomstig uit Sliedrecht.

## Jeugd
De Bruin is afkomstig uit een gezin met vijf personen: haar moeder, haar uit Turkije afkomstige vader, en een broer en zus. Haar vader overleed onverwachts toen ze twaalf was.

## Loopbaan
De Bruin is bekend geworden van video's die ze deelt op Instagram en TikTok waarin ze nummers van andere artiesten zingt vanuit de auto. Haar video waarin ze Dance Monkey van Tones and I zong, behaalde miljoenen weergaven.
Haar video's kwamen onder de aandacht van onder anderen Georgina Rodriguez, de partner van Cristiano Ronaldo, die haar uitnodigde om op de verjaardag van de voetballer te komen optreden. Ook Justin Bieber ontdekte haar en vroeg haar tijdens een livesessie op Instagram om deel te mogen nemen. Daar zongen ze toen een duet. Als gevolg hiervan mocht De Bruin ook optreden op radio en televisie, bij onder andere De Wereld Draait Door.
De Bruin tekende bij het platenlabel Universal Music. Haar debuutsingle Only Us kwam uit in juli 2021. Ze deed in 2024 mee aan het televisieprogramma Beste Zangers.

## Discografie

### Singles
| Lied                                                           | Verschijnen      | Album       | Hitlijsten | Hitlijsten | Hitlijsten  | Hitlijsten  | Hitlijsten   | Hitlijsten   | Opmerkingen                              |
| Lied                                                           | Verschijnen      | Album       | BE (VL)    | BE (VL)    | NL (Top 40) | NL (Top 40) | NL (Top 100) | NL (Top 100) | Opmerkingen                              |
| Lied                                                           | Verschijnen      | Album       | Piek       | Weken      | Piek        | Weken       | Piek         | Weken        | Opmerkingen                              |
| -------------------------------------------------------------- | ---------------- | ----------- | ---------- | ---------- | ----------- | ----------- | ------------ | ------------ | ---------------------------------------- |
| Only Us                                                        | 16 juli 2021     | The Journey | —          | —          | 28          | 9           | 68           | 9            | Alarmschijf / Goud in Nederland          |
| Take a Chance                                                  | 23 november 2021 | The Journey | —          | —          | 30          | 8           | 95           | 2            | NPO Radio 2 TopSong                      |
| Head Held High                                                 | 30 december 2022 | The Journey | —          | —          | 9           | 23          | 36           | 25           | Goud in Nederland                        |
| Best Friend                                                    | 21 juli 2023     | The Journey | —          | —          | 36          | 10          | —            | —            | Alarmschijf / 538 Favourite              |
| Stay (Never Leave) (met Kris Kross Amsterdam en Conor Maynard) | 6 oktober 2023   | The Journey | 24         | 9          | 3           | 22          | 17           | 13           | Alarmschijf / 538 Favourite              |
| I Can't Be the Only One (met YouNotUs)                         | 15 december 2023 | —           | —          | —          | 27          | 12          | —            | —            | Alarmschijf / 538 Favourite / Dancesmash |
| Hurt Me                                                        | 2 mei 2024       | The Journey | —          | —          | tip27       | —           | —            | —            |                                          |
| Could Have Been Us (met Douwe Bob)                             | 29 november 2024 | —           |            |            | tip30       |             |              |              | Alarmschijf                              |
| Don't Leave (Kylie) (met Akcent en Misha Miller)               | 31 juli 2025     | —           |            |            |             |             |              |              |                                          |

### NPO Radio 2 Top 2000
Van Sera de Bruin stond alleen Head Held High in 2024 in de NPO Radio 2 Top 2000, op plek 1870.